# Ataye
Ataye, ou Efeson, est une ville éthiopienne située dans la zone Semien Shewa de la région Amhara. C'est la plus grande ville du woreda Efratana Gidim.
Ataye se trouve à environ 1 450 m d'altitude.
Elle est desservie par l'A2 (en), la route circulant à cet endroit à la limite entre la zone Semien Shewa et la zone Oromia.
Avec 11 639 habitants au recensement national de 2007, Ataye est la plus grande ville du woreda Efratana Gidim et très probablement son centre administratif[réf. souhaitée].
Elle a été jusqu'aux années 1990 la capitale administrative de l'awraja Yifat et Timuga dans l'ancienne province du Choa.